# Miguel Ortiz Zaragoza
Miguel Ortiz Zaragoza (Altea (Alicante), 7 de noviembre de 1962) es un político español del Partido Popular. Presidente del Partido Popular de la provincia de Alicante entre noviembre de 2011 y 2012. Senador por Alicante de 1993 a 1996, y entre 2008 y 2011.

## Biografía
Es licenciado en Derecho. En 1991, a los 28 años, fue elegido alcalde de Altea (Alicante), y desde entonces ha ocupado esa posición, con algunas interrupciones. Ha sido alcalde entre 1991 y 1992, de 1995 a 2007, y desde 2011.
Fue elegido senador por la provincia de Alicante en las elecciones de 1993, y de nuevo en las elecciones de 2008 y 2011. En el año 2003 accedió a la presidencia de la Federación Valenciana de Municipios y Provincias (FVMP) que ocupó hasta octubre de 2007.

En 2011, Ortiz fue elegido presidente del Partido Popular de Alicante, posición en la que sustituye a José Joaquín Ripoll tras la dimisión de éste al haber sido imputado en el caso Brugal. Es casado y tiene tres hijos.